# Elaphoglossum rhodesianum
Elaphoglossum rhodesianum är en träjonväxtart som beskrevs av Schelpe. Elaphoglossum rhodesianum ingår i släktet Elaphoglossum och familjen Dryopteridaceae. Inga underarter finns listade.